# Volkwin von Schwalenberg
Volkwin von Schwalenberg (* um 1170; † nach 1243), auch Volkwin III. zu Busdorf, war Priester und Domherr in Paderborn.

## Leben
Volkwin wurde als vierter Sohn des Grafen Volkwin II. von Schwalenberg aus dem gleichnamigen Adelsgeschlecht und dessen zweiter Ehefrau Lutrud geboren. Als nachgeborener Sohn wurde er für eine geistliche Laufbahn ausersehen. 1185 wurde er Domherr in Paderborn. Im gleichen Jahr beteiligte er sich mit seinen Brüdern Wittekind, Hermann und Heinrich an der Gründung des Zisterzienserklosters Marienfeld.
1189 erhielt Volkwin die Vogtei Paderborn und 1224 wurde er Propst des Stifts Busdorf. Er starb nach 1243.